# Serra de l'Home (Ribes de Freser)
La Serra de l'Home és una serra situada al municipi de Ribes de Freser a la comarca del Ripollès, amb una elevació màxima de 2.038 metres.